# 王志成
王志成（1937年—），山东省东明县人，中国人民解放军将领、中国人民解放军中将。 
1990年6月至1994年12月，任陕西省军区司令员，兼任陕西省委常委。1996年，授予中国人民解放军中将，曾任兰州军区副司令员。 